# Джузеппе Галанте
Джузеппе Галанте (італ. Giuseppe Galante, 2 вересня 1937 — 19 грудня 2021) — італійський академічний веслувальник.
Срібний призер Олімпійських Ігор 1960 (розпашні четвірки без стернового), 1964 (розпашні четвірки зі стерновим) років, учасник 1968 року.
Чемпіон Європи 1961 року в складі розпашної четвірки без стернового, бронзовий призер 1964 року в складі розпашної четвірки зі стерновим.